# SAM-9
SAM-9 Strieła (ros. САМ-9 Стрела) – zaprojektowany przez Aleksandra Siergiejewicza Moskalewa radziecki samolot doświadczalny, charakteryzujący się skrzydłem o bardzo małym wydłużeniu.

## Historia
Motywem budowy samolotu były docierające do Związku Radzieckiego informacje o pracach nad płatami o bardzo małym wydłużeniu, jakie prowadzono na Zachodzie. Skrzydło takie, teoretycznie, mogło pomóc w uzyskaniu przez samoloty w nie wyposażone dużych prędkości lotu. W 1937 roku Ludowy Komisariat Przemysłu Lotniczego ZSRR zlecił Aleksandrowi Moskalewowi zaprojektowanie maszyny z takim właśnie skrzydłem. Miał to być wstęp do budowy docelowej maszyny, myśliwca zdolnego do osiągnięcia prędkości rzędu 1000 km/h. Moskalew zbudował wolnonośną maszynę ze skrzydłem charakteryzującym się bardzo małym wydłużeniem, otaczającym praktycznie cały kadłub, grubym profilu, dużym stateczniku pionowym i brakiem statecznika poziomego. Jednoosobowy samolot posiadał drewnianą konstrukcję, ze sterami pokrytymi płótnem, stałym podwoziem z płozą ogonową. Gotowy prototyp wzniósł się do swojego pierwszego lotu 28 sierpnia 1937 roku. Za jego sterami siedział pilot oblatywacz N.S. Rybko. Maszyna była wymagająca w pilotażu. Jej specyficzna budowa sprawiała, iż samolot startował i lądował pod dużym, rzędu 22°, kątem natarcia. Samolot przeszedł serię prób w locie, osiągając maksymalną wysokość 1500 metrów. Po zakończeniu badań w 1938 roku, jedyny istniejący egzemplarz zniszczono.